# Лісогорський Олексій Іванович
Лісогорський Олексій Іванович (нар. 17 лютого 1954; м. Бердичів) — український політик. Член КПУ, колишній народний депутат України, член ЦК КПУ, 1-й секретар Ізюмського МК КПУ.

## Життєпис
Народився Лісогорський Олексій Іванович 17 лютого 1954 року в місті Бердичів (Житомирська область).
У 1975 році отримав освіту у Благовіщенському вищому танково командному училищі імені Маршала Мерецкова. З 1971 по 1980 р.р. служив у армії.
З 1980 по 1981 Лісогорський займав посаду інженеру з техніки безпеки Конотопського заводу поршнів, з 1981 по наступний рік 1982 р.р. був механіком ливарного цеху, електромеханіком заводу «Червоний металіст». З 1982 р. був майстер з ремонту обладнання, заступник начальника цеху, начальник цеху Ізюмського приладобудівного заводу, Харківської області.
Одружений; має 3 дітей.

## Політична діяльність
Березень 2006 р. — кандидат в народні депутати України від КПУ, № 426 в списку. На час виборів: тимчасово не працював, член КПУ.
Народний депутат України 3 скликання березень 1998 - квітень 2002 р.р., виборчий округ № 177, Харківська область. На час виборів: начальних цеху Ізюмського приладобудівного заводу, член КПУ. Член Комітету з питань законодавчого забезпечення правоохоронної діяльності та боротьби з організованою злочинністю і корупцією (липень 1998 - лютий 2000 р.р.), член Комітету з питань законодавчого забезпечення правоохоронної діяльності (з лютого 2000 р.); член фракції КПУ (з травня 1998 р.).